# Pakoštane
Pakoštane är en ort i Kroatien.   Den ligger i länet Zadars län, i den södra delen av landet, 210 km söder om huvudstaden Zagreb. Pakoštane ligger 16 meter över havet och antalet invånare är 2 123.
Terrängen runt Pakoštane är platt åt sydväst, men åt nordost är den kuperad. Havet är nära Pakoštane åt sydväst.  Närmaste större samhälle är Biograd na Moru, 5,7 km nordväst om Pakoštane. 